# Mika Hagi
Mika Hagi 萩 美香 (Hagi Mika?) (Tsu, 27 settembre 1983) è una modella giapponese, incoronata trentanovesima Miss Giappone nel 2007. Hagi è stata eletta all'età di ventitré anni nel gennaio 2007. Al momento dell'incoronazione, Mika Hagi era una studentessa della facoltà di legge presso la Mie University.